# Suzuki Keiko
Suzuki Keiko (すずき けいこ (Linh Mộc Kính Tử) sinh 31 tháng 8) là một nữ diễn viên lồng tiếng người Nhật đến từ tỉnh Osaka, Nhật Bản. Cô chuyên lồng tiếng cho các nhân vật trong visual novel và những vai diễn đáng chú ý nhất là ở bốn tựa game của công ty Key. Cô cũng được biết đến với tên Suzumori Chisato (涼森ちさと).

## Vai lồng tiếng

### Trò chơi điện tử
(Tên in đậm là vai chính)
- planetarian ~Chiisana Hoshi no Yume~ (bởi Key, 2004) - trong vai Hoshino Yumemi
- Shinkyoku Sōkai Polyphonica (bởi Ocelot, 2006) - trong vai Eufinley Tsuge
- Demon Parasite (bởi Group SNE, 2006) - trong vai Hilda
- Iinazuke (bởi PrincessSoft, 2007) - trong vai Stinrorra Grana Mishal
- Tomoyo After ~It's a Wonderful Life CS Edition~ (bởi Key, 2007) - trong vai Sakagami Takafumi và Kanako
- Little Busters! và Little Busters! EX (bởi Key, 2007-2008) - trong vai Saigusa Haruka và Futaki Kanata
- Kud Wafter (bởi Key, 2010) - trong vai Futaki Kanata
- Rewrite (bởi Key, chưa phát hành) - trong vai Nakatsu Sizuru
- Flyable Heart trong vai Mayuri Shirasagi

### Anime
- CLANNAD (bởi Key và Kyoto Animation, 2007) - trong vai Kanako